# Essai d'étalement au cône d'Abrams

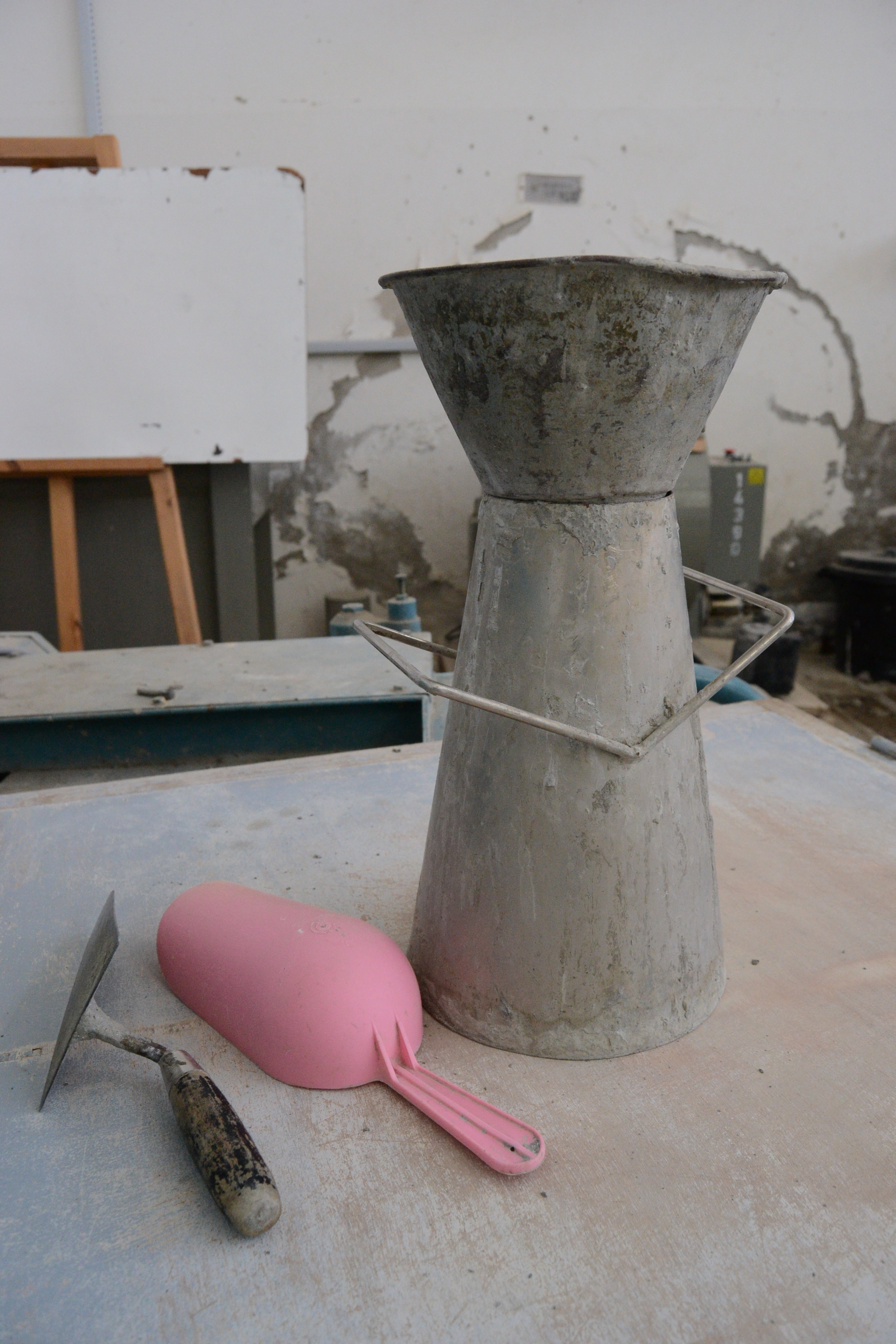
Cône d'Abrams

L’essai d’étalement au cône est un essai réalisé sur le béton autoplaçant frais pour déterminer sa consistance. L’étalement est aussi connu sous le nom de slump flow provenant de l’anglais.
La norme NF EN 12350-8 décrit cet essai.

## Mode opératoire
Pour réaliser cet essai, une plaque d'étalement et un cône creux sont utilisés. Le cône est un cône en acier galvanisé. Il a un diamètre intérieur à sa base de 200 mm, un diamètre intérieur à son sommet de 100 mm et une hauteur de 300 mm. 
L’essai se déroule en suivant les étapes suivantes :
- le cône d’Abrams est placer au centre du cercle de 210 mm sur la plaque et il est maintenu en position par appui vertical sur les deux pattes de base (ou utiliser un collier), en s'assurant que le béton ne peut pas fuir de la partie inférieure du cône ;
- le cône est rempli avec du béton frais en une seule fois ;
- le cône est arasé avec une tige ;
- laisser reposer le cône rempli pendant une durée maximale de 30s;
- le cône est levé , verticalement en un mouvement de 1s à 3s, sans faire obstacle à l'écoulement du béton ;
- le béton très fluide s’affaisse complètement et s’étale sous la forme d’une galette sur la table d’étalement ;
- une fois que l'écoulement du béton est stabilisé, mesurer le plus grand diamètre d'étalement et le diamètre perpendiculaire à celui ci à 10mm près.

L'étalement est la moyenne de ces deux diamètres qui ne doivent pas être différents de plus de 5 cm.
Au cours de cet essai, il est aussi possible de mesurer le temps mis par le béton pour s’étaler jusqu’à un diamètre de 500 mm. 

## Interprétation des résultats
Plus l’étalement est important, plus le béton est fluide.
La norme NF EN 206 classe l’étalement du béton en trois groupes.
| Classe | Étalement en mm |
| ------ | --------------- |
| SF1    | 550 - 650       |
| SF2    | 660 - 750       |
| SF3    | 760 - 850       |

Plus le temps d'étalement est court, plus le béton est fluide.
La norme NF EN 206 classe la viscosité apparente du béton en deux groupes VS1 < 2,0 s et VS2 ≥ 2,0 s.